# Pústula (dermatología)

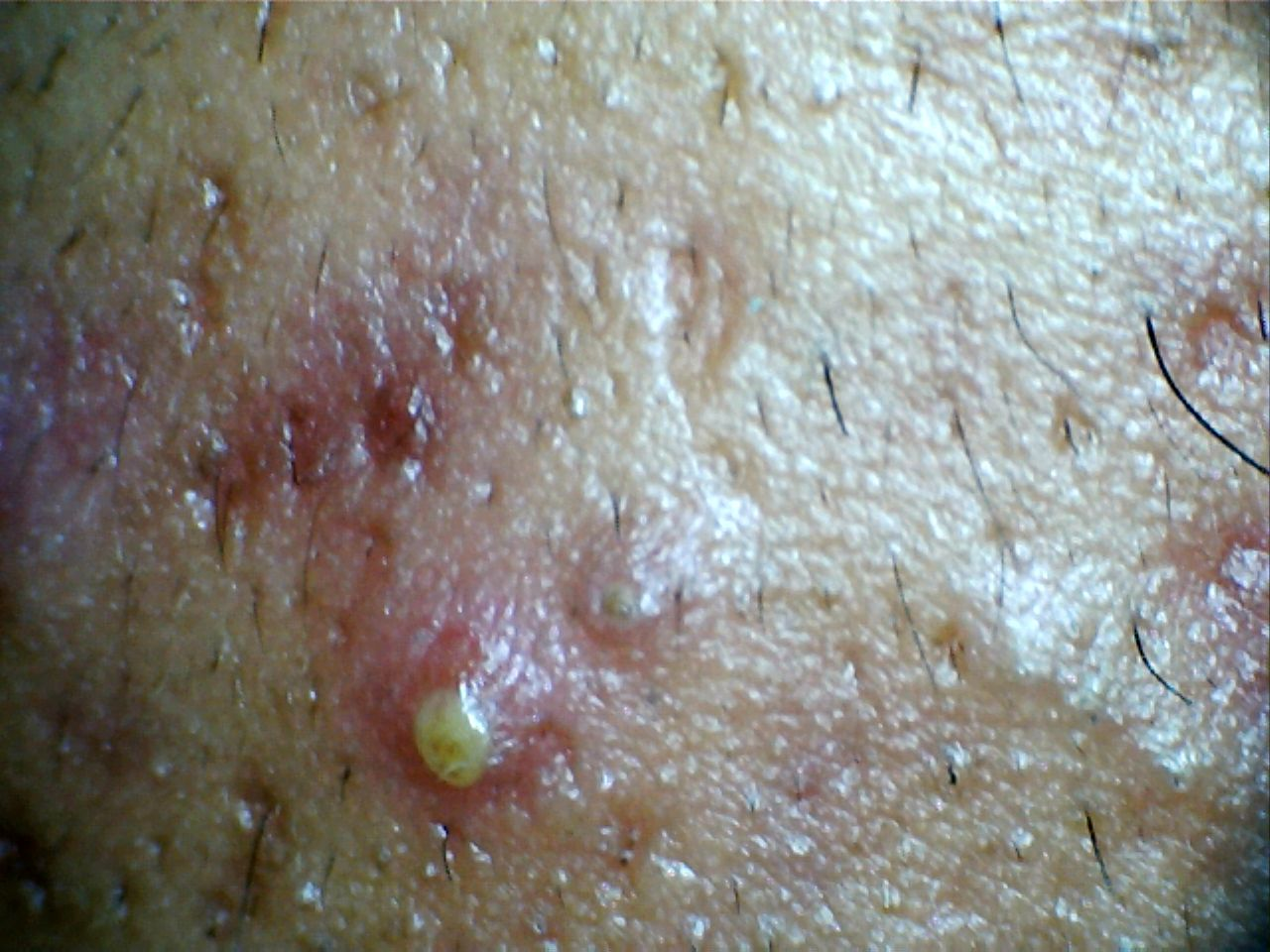
Pústula.

Pústula (del lat. pustula) en medicina es como se denomina a una pequeña cavidad superficial de la piel (epidermal o subepidermal) llena con pus. La pústula pertenece a los así llamados cambios de la piel primarios (eflorescencias primarias) en la dermatología. Su contenido es purulento, puede ser estéril (como en la «psoriasis pustulosa generalizada») o contener bacterias.  

## Enfermedades con pústulas
La pústula es un signo clínico de varias enfermedades o procesos patológicos como:
- Acné.

El «acné común» (acne vulgaris), el que comúnmente se conoce como acné, se forma sobre la base de una hiperqueratosis en el área en que el folículo piloso se abre a la superficie de la piel, una retención del sebo formado por las glándulas sebáceas de la piel y por eso un quiste de retención, al que se refiere como «comedón blanco» o cerrado (espinilla o «cabeza blanca»), dado que la abertura del folículo permanece cerrada o casi cerrada. En un así llamado comedón abierto, su capa superior puede teñirse negra por melanina, suciedad u oxidación: aparece una «espinilla negra» (también llamada «cabeza negra»). Tanto los comedones negros como blancos conducen a la imagen del «acné comedónico». Sólo si el comedón se inflama y se hace purulento, se forma una pústula y con eso un «acné papulo-pustuloso» como fase avanzada del acné común. La causa de la inflamación es principalmente la bacteria Propionibacterium acnes, que encuentra en el comedón condiciones ideales de crecimiento.
- Foliculitis.

La foliculitis es la inflamación de uno o más folículos pilosos con acumulación de pus en cualquier lugar del cuerpo en donde estos se encuentren, como la zona de la barba, del glúteo o genitales.
- Psoriasis pustulosa.
- Balanitis candidomycetica.
- Pustulosis palmoplantar (bactéride de Andrews).
- Pustulosis subcorneal o enfermedad de Sneddon-Wilkinson, vesículas como diagnóstico diferencial en fases emergentes de dermatitis herpetiforme Duhring.
- Sífilis secundaria.
- Staphylodermia follicularis (forúnculo).
- Carbunco o ántrax: cuya denominación alterna es Pústula maligna.
- Parasitosis del género Strongyloididae genera pústulas dermales en caninos y bovinos.